# Ross Hutchins
Ross Hutchins (* 22. února 1985 v Londýně, Anglie, Spojené království) je současný anglický profesionální tenista. Ve své dosavadní kariéře vyhrál 1 turnaj ATP World Tour ve čtyřhře.

## Finálové účasti na turnajích ATP World Tour (7)

### Čtyřhra - vítězství (1)
| Legenda                                                       |
| ATP International Series Gold / ATP World Tour 500 Series (0) |
| ATP International Series / ATP World Tour 250 Series (1)      |

| Č. | Datum         | Turnaj       | Povrch | Partner      | Soupeři ve finále            | Výsledek |
| 1. | 28. září 2008 | Peking, Čína | tvrdý  | Stephen Huss | Ashley Fisher Bobby Reynolds | 7-5, 6-4 |

### Čtyřhra - prohry (6)
| Legenda                                                       |
| ATP International Series Gold / ATP World Tour 500 Series (2) |
| ATP International Series / ATP World Tour 250 Series (4)      |

| Č. | Datum           | Turnaj             | Povrch      | Partner        | Vítězové                          | Výsledek          |
| 1. | 23. červen 2007 | Nottingham, Anglie | tráva       | Joshua Goodall | Jamie Murray Eric Butorac         | 4-6, 6-3, 10-5    |
| 2. | 12. říjen 2008  | Moskva, Rusko      | tvrdý (h)   | Stephen Huss   | Serhij Stachovskyj Potito Starace | 7-6(4), 2-6, 10-6 |
| 3. | 26. říjen 2008  | Lyon, Francie      | koberec (h) | Stephen Huss   | Michaël Llodra Andy Ram           | 6-3, 5-7, 10-8    |
| 4. | 11. říjen 2009  | Tokio, Japonsko    | tvrdý       | Jordan Kerr    | Julian Knowle Jürgen Melzer       | 6-2, 5-7, 10-8    |
| 5. | 16. leden 2010  | Sydney, Austrálie  | tvrdý       | Jordan Kerr    | Daniel Nestor Nenad Zimonjić      | 6-3, 7-6(5)       |
| 6. | 21. únor 2010   | Memphis, USA       | tvrdý (h)   | Jordan Kerr    | John Isner Sam Querrey            | 6-4, 6-4          |

## Davisův pohár
Ross Hutchins se zúčastnil 4 zápasů v Davisově poháru  za tým Velké Británie s bilancí 0-4 ve čtyřhře.

## Postavení na žebříčku ATP na konci sezóny

### Dvouhra
| Rok    | 2002  | 2003   | 2004   | 2005   | 2006   | 2007 | 2008 | 2009   |
| Pořadí | 1123. | ▲ 990. | ▲ 767. | ▼ 814. | ▲ 622. | ▼ x  | x    | ▲ 872. |

### Čtyřhra
| Rok    | 2002  | 2003    | 2004    | 2005   | 2006   | 2007  | 2008  | 2009  |
| Pořadí | 1267. | ▼ 1672. | ▲ 1223. | ▲ 275. | ▲ 150. | ▲ 91. | ▲ 45. | ▼ 50. |